# كاربيمازول
كاربيمازول يستخدم لعلاج فرط نشاط الغدة الدرقية. يعتبر كاربيمازول طليعة دواء ( غير فعّال ) وبعد الامتصاص يتحول للشكل الفعّال، ميثيمازول. ميثيمازول يمنع انزيم بيروكسيدايز للغدة الدرقية من ربط ومعالجة بقايا التيروسين على الثيروجلوبيولين باليود، لهذا السبب يقل إنتاج هرمونات الغدة الدرقية T3 و T4 ( ثيروكسين ).

## الاستعمال السريري
معالجة فرط نشاط الغدة الدرقية يبدأ بشكل عام بجرعة يومية عالية تقدر ب 15 -40 مغ وتستمر حتى يستعيد المريض الوظيفة الطبيعية للغدة الدرقية، ومن ثم تقلل الجرعة إلى جرعة المداومة بمقدار 5-15 مغ. العلاج عادةً يُعطى لمدة 8 -12 شهر ويُتبع بسحب اختبار .
إن بداية تأثير مضاد الدرقية سريع ولكن بداية التأثير السريري على مستوى هرمونات الدرقية في الدم أبطأ بكثير. ذلك سببه أن المخزون الكبير من ال T3 و T4 المتشكلة في الغدة الدرقية والمرتبطة بالجلوبيولين الدَرَقي الرابط (نسبة الارتباط 99% ) يجب أن يستنفذ قبل أن يحدث تأثير سريري مفيد.

## الإحتياطات
بعض الناس لديهم حساسية من الأزولات. بعض أدوية الأزول لها تأثيرات جانبية ضارة حيث أن بعضها قد يخل بإنتاج الإستروجين في فترة الحمل، مما يؤثر على نتيجة الحمل.
كاربيمازول يجب أن يستخدم بتروي في الحمل نظراً لعبوره المشيمة. وقد ارتبط ( نادراً ) بالعيوب الخلقية، بما في ذلك عدم تنسج الجلد لحديثي الولادة ولكنه ليس ممنوع من الاستعمال. ومع ذلك، فإنه من المتوقع بشكل كبير أن يسبب فرط نشاط الغدة الدرقية الجنيني لذلك ( بالحد الأدنى من الجرعات ) من الممكن استعماله للسيطرة على فرط نشاط الغدة الدرقية الأموميّ. هناك حالات مُبلغ عنها عن الإصابة بتضخم الغدة الدرقية ورتق قمع الأنف في الجنين. بالإضافة إلى ذلك، الرضاعة الطبيعية ممكنة فقط في حال استخدام أقل جرعة فعالة ومراقبة تطور الأطفال حديثي الولادة عن كثب.

## التأثيرات العكسية
في حين أن الحكة والطفح الجلدي شائعة، لكن يمكن علاجها بمضادات الهيستامين دون التوقف عن استعمال الكاربيمازول. بالنسبة لأولئك المرضى اللذين لا يمكن السيطرة على تفاعلات الحساسية لديهم، من الممكن استعمال بروبيل ثيويواسيل كبديل؛ حيث أن الحساسية المتصالبة بين هذه الأدوية هو نادر.
التأثير الجانبي النادر الأكثر خطورة هو كبت نخاغ العظم مسبباً نقص كرات الدم البيضاء المتعادلة وندرة الكريات البيضاء المحبّبة. هذا قد يحدث في أي مرحلة خلال العلاج وبدون إنذار؛ مراقبة عدد الكريات البيضاء غير مفيد. يُنصَح المرضى بالإبلاغ فوراً عن أعراض العدوى، مثل التهاب الحلق أو الحمى، لذلك يمكن إعداد فحص تعداد دموي كامل. إذا أثبت الاختبار قلة كرات الدم البيضاء المتعادلة، فإن وقف الدواء يؤدي إلى الشفاء. من ناحية أخرى الفشل بالإبلاغ عن الأعراض الإيحائية أو التأخر عن النظر باحتمالية كبت المناعة واختباراتها، قد يؤدي إلى الوفاة.

## أسماء تجارية
- نيوميركازول[4]
- فيدالتا